# Ryo Nishiguchi
Ryo Nishiguchi (født 4. november 1990) er en japansk fodboldspiller, som spiller for den japanske fodboldklub AC Nagano Parceiro.